# Alex Meier (Fußballspieler, 1951)
Alex Meier (* 27. Februar 1951) ist ein ehemaliger deutscher Fußballspieler.

## Karriere
Meier bestritt in der Saison 1974/75 acht Zweitligaspiele für den VfR Mannheim, wobei ihm kein Tor gelang. Sein Debüt gab er am 11. August 1974 (2. Spieltag) bei der 1:2-Niederlage im Auswärtsspiel gegen den SV Röchling Völklingen mit Einwechslung für Vladimir Savić in der 86. Minute. Außer am 31. Mai 1975 (36. Spieltag), als er beim 3:0-Sieg im Auswärtsspiel gegen den 1. FC Saarbrücken 90 Minuten spielte, kam er in seinen übrigen sechs Spielen immer in der zweiten Halbzeit als Einwechselspieler zum Einsatz. Ferner bestritt er das am 2. August 1975 mit 0:2 beim 1. FC Kaiserslautern verlorene Erstrundenspiel im  DFB-Pokal-Wettbewerb.